# Orthosia ijimai
Orthosia ijimai är en fjärilsart som beskrevs av Shigero Sugi 1955. Arten ingår i släktet Orthosia och familjen nattflyn. Den är endemisk för Japan där den förekommer på öarna Hokkaido, Honshu och Kyuushuu.
Larverna lever på körsbärsblommor men antas även leva på andra blommande lövträd. Arten flyger från april. Antennerna på hanen är tandade. Ryggen och framvingarna är mörklila till bruna.
Arten är uppkallad efter Kazuo Iijima, den första upptäckaren i Hokkaido.